# Hoquei sobre gel als Jocs Olímpics d'hivern de 2010
Als Jocs Olímpics d'Hivern de 2010 celebrats a la ciutat de Vancouver (Canadà) es disputaren dues proves d'hoquei sobre gel, una en categoria masculina i una altra en categoria femenina. La competició tingué lloc entre els dies 13 i 28 de febrer de 2010 a les instal·lacions del Canada Hockey Place i l'UBC Winter Sports Centre. Hi participaren un total de 420 jugadors, entre ells 260 homes i 160 dones, de 13 comitès nacionals diferents.

## Resum de medalles

### Categoria masculina
| Prova         | Or | Argent | Bronze |
| Homes detalls | CanadàPatrice Bergeron · Dan Boyle · Martin Brodeur · Sidney Crosby · Drew Doughty · Marc-André Fleury · Ryan Getzlaf · Dany Heatley · Jarome Iginla · Duncan Keith · Roberto Luongo · Patrick Marleau · Brenden Morrow · Rick Nash · Scott Niedermayer · Corey Perry · Chris Pronger · Mike Richards · Brent Seabrook · Eric Staal · Joe Thornton · Jonathan Toews · Shea Weber | Estats UnitsDavid Backes · Dustin Brown · Ryan Callahan · Chris Drury · Tim Gleason · Erik Johnson · Jack Johnson · Patrick Kane · Ryan Kesler · Phil Kessel · Jamie Langenbrunner · Ryan Malone · Ryan Miller · Brooks Orpik · Zach Parise · Joe Pavelski · Jonathan Quick · Brian Rafalski · Bobby Ryan · Paul Stastny · Ryan Suter · Tim Thomas · Ryan Whitney | FinlàndiaNiklas Bäckström · Valtteri Filppula · Niklas Hagman · Jarkko Immonen · Olli Jokinen · Niko Kapanen · Miikka Kiprusoff · Mikko Koivu · Saku Koivu · Lasse Kukkonen · Jere Lehtinen · Sami Lepistö · Toni Lydman · Antti Miettinen · Antero Niittymäki · Janne Niskala · Ville Peltonen · Joni Pitkänen · Jarkko Ruutu · Tuomo Ruutu · Sami Salo · Teemu Selänne · Kimmo Timonen |

### Categoria femenina
| Prova         | Or | Argent | Bronze |
| Dones detalls | CanadàMeghan Agosta · Gillian Apps · Tessa Bonhomme · Jennifer Botterill · Jayna Hefford · Haley Irwin · Rebecca Johnston · Becky Kellar · Gina Kingsbury · Charline Labonté · Carla MacLeod · Meaghan Mikkelson · Caroline Ouellette · Cherie Piper · Marie-Philip Poulin · Kim St-Pierre · Colleen Sostorics · Shannon Szabados · Sarah Vaillancourt · Catherine Ward · Hayley Wickenheiser | Estats UnitsKacey Bellamy · Caitlin Cahow · Lisa Chesson · Julie Chu · Natalie Darwitz · Meghan Duggan · Molly Engstrom · Hilary Knight · Jocelyne Lamoureux · Monique Lamoureux · Erika Lawler · Gisele Marvin · Brianne McLaughlin · Jenny Schmidgall-Potter · Angela Ruggiero · Molly Schaus · Kelli Stack · Karen Thatcher · Jessie Vetter · Kerry Weiland · Jinelle Zaugg-Siergiej | FinlàndiaAnne Helin · Jenni Hiirikoski · Venla Hovi · Michelle Karvinen · Mira Kuisma · Emma Laaksonen · Rosa Lindstedt · Terhi Mertanen · Heidi Pelttari · Mariia Posa · Annina Rajahuhta · Karoliina Rantamäki · Noora Räty · Mari Saarinen · Saija Sirviö · Nina Tikkinen · Minnamari Tuominen · Saara Tuominen · Linda Välimäki · Anna Vanhatalo · Marjo Voutilainen |

## Medaller
| Posició | País         | Or | Argent | Bronze | Total |
| 1       | Canadà       | 2  | 0      | 0      | 2     |
| 2       | Estats Units | 0  | 2      | 0      | 2     |
| 3       | Finlàndia    | 0  | 0      | 2      | 2     |
|         |              |    |        |        |       |
| Total   | Total        | 2  | 2      | 2      | 6     |